# John Robbins
Pour les articles homonymes, voir Robbins.
John Robbins, né le 26 octobre 1947 à Los Angeles et mort le 11 juin 2025 à Soquel,  est un auteur américain qui popularise les liens entre la nutrition, l'environnementalisme et les droits des animaux.
Il est notamment l'auteur Diet for a New America, qui se présente comme un exposé sur les liens entre l'alimentation, la santé physique, la cruauté envers les animaux et l'environnementalisme. John Robbins fonde l'organisation Earth Save en 1988.

## Famille et études
John Robbins est le fils d'Irma Robbins et d'Irv Robbins, cofondateur de l'entreprise Baskin-Robbins. Il est diplômé de l'Université de Californie à Berkeley en 1969 et a obtenu une maîtrise de l'Antioch College en 1976. Son fils, Ocean Robbins (en), est le fondateur de Food Revolution Network (en).

## Engagements
Dés 1987, Robbins publie  Diet for a New America, livre dans lequel, il relie les impacts de l'élevage industriel sur la santé humaine, l'environnement et le bien-être animal pour plaider en faveur d'un régime alimentaire à base de plantes.
Il a travaillé avec l'association PETA en 2002 afin de poursuivre en justice le California Milk Advisory Board pour sa publicité télévisée « Vaches heureuses ». Le Comité consultatif sur le lait a gagné au niveau technique.
Son livre de 2006 Healthy at 100, publié par Random House, a été imprimé sur du papier 100 % post-consommation blanchi sans chlore, une première pour un livre d'un grand éditeur américain.

## L'associationEarth Save
En 1988, Robbins fonde Earth Save, une organisation internationale à but non lucratif afin de canaliser la réponse des lecteurs à son Régime pour une nouvelle Amérique.
Cette association a sensibilisé le public non végétarien, avec des tables d'information et des activités sociales végétariennes telles que des repas-partage végétariens pour Thanksgiving, et un activisme sur les questions végétariennes, animales et du système alimentaire.

## Œuvres

### Livres
- Diet for a New America (en), Ballantine Books, 1987, 304 pages  (ISBN 978-0915811816)
- The New Good Life: Living Better Than  (ISBN 978-0915811816)
- Ever in an Age of Less, (2010), Ballantine Books, 304 pages  (ISBN 978-0345519849)
- Se nourrir sans faire souffrir (1991), Stanké éditions, 369 p.  (ISBN 978-2760403659)
- Centenaire et en pleine forme (2008) Guy Trédaniel Éditeur, 427 p.  (ISBN 978-2844458629)

### Films
- Diet for a New America (1991) featuring Michael Klaper, T. Colin Campbell, and John A. McDougall.